# Brauerei Neu-Nagelberg
Die Brauerei Neu-Nagelberg war eine Bierbrauerei im Ort Neu-Nagelberg im Waldviertel.

## Geschichte
Das Brauhaus war ursprünglich Teil der Herrschaft der Fürsten Pallfy und wurde 1788 erstmals urkundlich erwähnt.
1846 wurde die Brauerei vom Glasindustriellen Carl Stölzle gepachtet, in diesem Jahr erreichte das Brauhaus einen Jahresausstoß von 8.000 hl Bier. Am 17. Jänner 1858 erwarb Stölzle das Brauhaus gemeinsam mit der Glashütte von der Herrschaft Pallfy und ließ umgehend einen Eiskeller errichten. 1893 wurde eine neue "Dampfbrauerei" errichtet und 1894 bezogen, das alte Brauhaus fortan als Mälzerei verwendet. 1911 der elektrische Strom eingeleitet. Bis 1929 konnte der Bierausstoß auf 15.000 hl gesteigert werden, das Bier fand vor allem lokalen Absatz und wurde von den Arbeitern der Glasfabrik konsumiert. Im Zuge der Weltwirtschaftskrise musste die Stölzle AG große Teile ihrer Betriebe schließen, lediglich die Brauerei und die Glasfabrik im Nachbarort Alt-Nagelberg blieben in Betrieb.
Die Mälzerei wurde 1931 zu einer Hafenstube umgebaut und fiel am 16. März 1935 einem Brand zum Opfer. Am 31. Oktober 1950 stellte die Brauerei Neu-Nagelberg den Betrieb ein, die Betriebsgebäude wurden zu Wohnbauten umgebaut und stehen noch heute.

### Grenzquell
Durch die veränderte Grenzziehung nach dem Ersten Weltkrieg lag Neu-Nagelberg nun unmittelbar an der neu entstandenen österreichischen Staatsgrenze. Die hier gebrauten Biere wurden fortan als "Nagelberger Grenzquell" bzw. "Stölzle Grenzquell" vermarktet, auf den Etiketten war mitunter eine stilisierte Grenzschranke zu sehen.